# 兆佳城之战
兆佳城之战，明神宗万历十二年（1584年）正月，努尔哈赤统一女真各部的战争时，在兆佳城（今辽宁省新宾满族自治县下营子赵家村）击败李岱的作战。
1583年八月，努尔哈赤攻打尼堪外兰时，他的族人反对他掌管建州卫事，合谋由兆佳城城主李岱出面，引来哈达部抢劫努尔哈赤的瑚齐寨（今辽宁省新宾满族自治县下营子东）。1584年正月，努尔哈赤得知后，向李岱驻的兆佳城发动攻击，以先发制人。当时天降大雪，从瑚齐寨到兆佳城需要翻越兆佳城东的噶哈岭。噶哈岭山道难行。军卒在岭前畏怯。努尔哈赤一面鼓励兵将树立信心，同时布置周密。他先凿山为磴，士卒用绳子连马，前拉后推鱼贯上山，很快围困兆佳城。李岱之前接到密报，已经有了戒备，聚兵登城。努尔哈赤身先士卒，强攻兆佳城。大将额亦都率先登城，守军不能支，全线战败，李岱被俘。